# Ashland (Oregon)
Ashland is een plaats (city) in de Amerikaanse staat Oregon, en valt bestuurlijk gezien onder Jackson County.

## Demografie
Bij de volkstelling in 2000 werd het aantal inwoners vastgesteld op 19.522. In 2006 is het aantal inwoners door het United States Census Bureau geschat op 20.881, een stijging van 1359 (7,0%).

## Geografie
Volgens het United States Census Bureau beslaat de plaats een oppervlakte van 16,8 km², geheel bestaande uit land. Ashland ligt op ongeveer 593 m boven zeeniveau.

## Plaatsen in de nabije omgeving
De onderstaande figuur toont nabijgelegen plaatsen in een straal van 28 km rond Ashland.

## Geboren
- Gordon Fee (1934-2022), theoloog